# 乾季

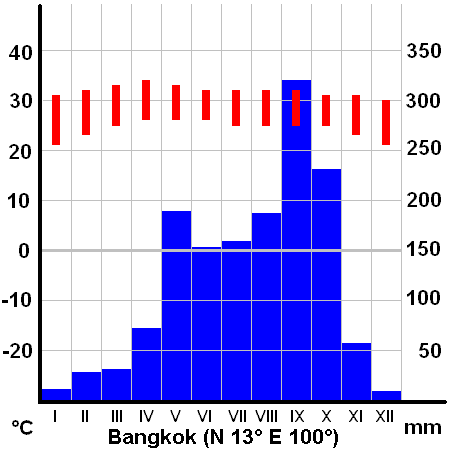
タイ・バンコクの雨温図。冬が乾季。

乾季（かんき）は、年間の気温の高低差が大きく変動しない熱帯や亜熱帯地域において、1年の内降水量の少ない時期（概ね1か月以上）のことである。乾期、乾燥季（かんそうき）とも呼ばれる。逆に降水量の多い時期を雨季という。乾季には、季節風も関係する。
熱帯モンスーン気候やサバナ気候などに見られる。アフリカなどではこの時期に主に草食の動物がえさと水を求めて大移動をする。

## 発生原因
中緯度高圧帯の南北移動
北半球においては、冬季に中緯度高圧帯が南下し熱帯地域の北縁を覆い乾季になる（サバナ気候）、逆に夏季には中緯度高圧帯は北上し、温帯で夏季に小雨となる地中海性気候を形成するが、こちらは、季節変動に伴う気温の変動も大きいため、小雨である夏季と認識され、雨季に対する乾季とは認識しない。南半球では、南北を逆転して認識する。
季節風（モンスーン）の風向移動
熱帯モンスーン気候においては、冬季、高緯度の陸部が冷やされ、季節風が陸風になると、乾燥した空気が運ばれ乾季となる。

## 地域ごとの乾季
インドネシアおよそ 4月 - 10月
東アフリカおよそ 12月 - 3月（大乾季、最も暑い）